# Козачий (Щастинський район)
Козачий — селище в Україні, у Широківській селищній громаді Щастинського району Луганської області. Населення становить 462 осіб.

## Географія
На північній околиці селища бере початок балка Балка Козача.

## Історія
23 листопада 1945 Відділок Другий зернорадгоспу «Індустрія» перейменовано на Козаче.

## Населення
За даними перепису 2001 року населення села становило 462 особи, з них 27,06 % зазначили рідною мову українську, 72,73 % — російську, а 0,21 % — іншу.